# Sziget
A sziget vízzel teljesen körbezárt kisebb szárazföld. A nagyobb összefüggő szárazföldi területeket kontinensnek nevezzük. A földrajztudósok egybehangzó véleménye szerint Grönland a legnagyobb sziget, míg Ausztrália a legkisebb kontinens (Ausztrália területe kb. 4x nagyobb, mint Grönlandé). 

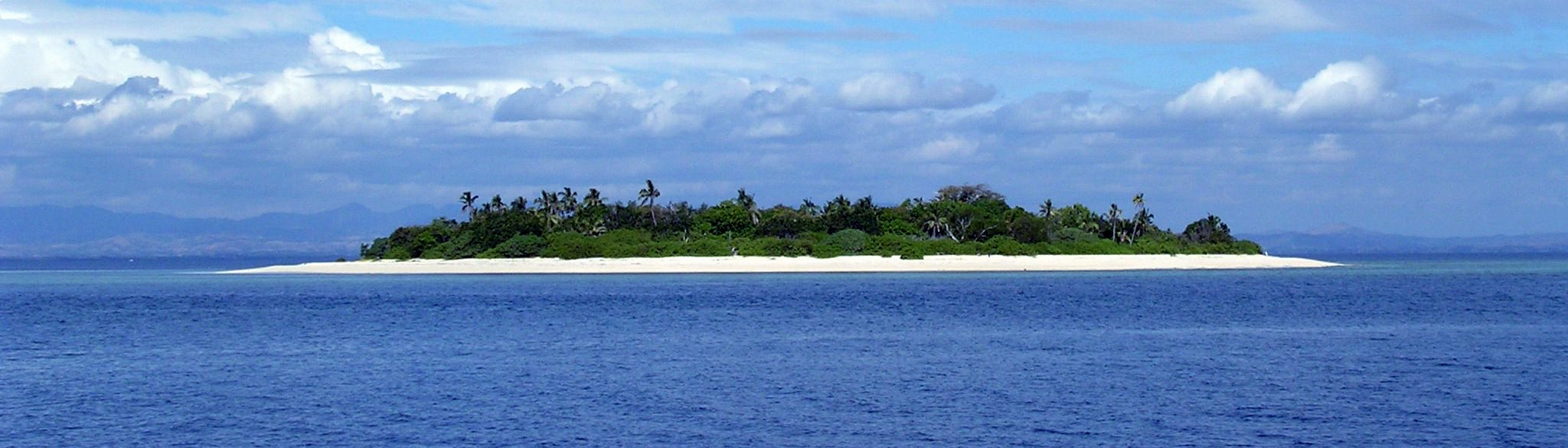
Sziget a tengerben

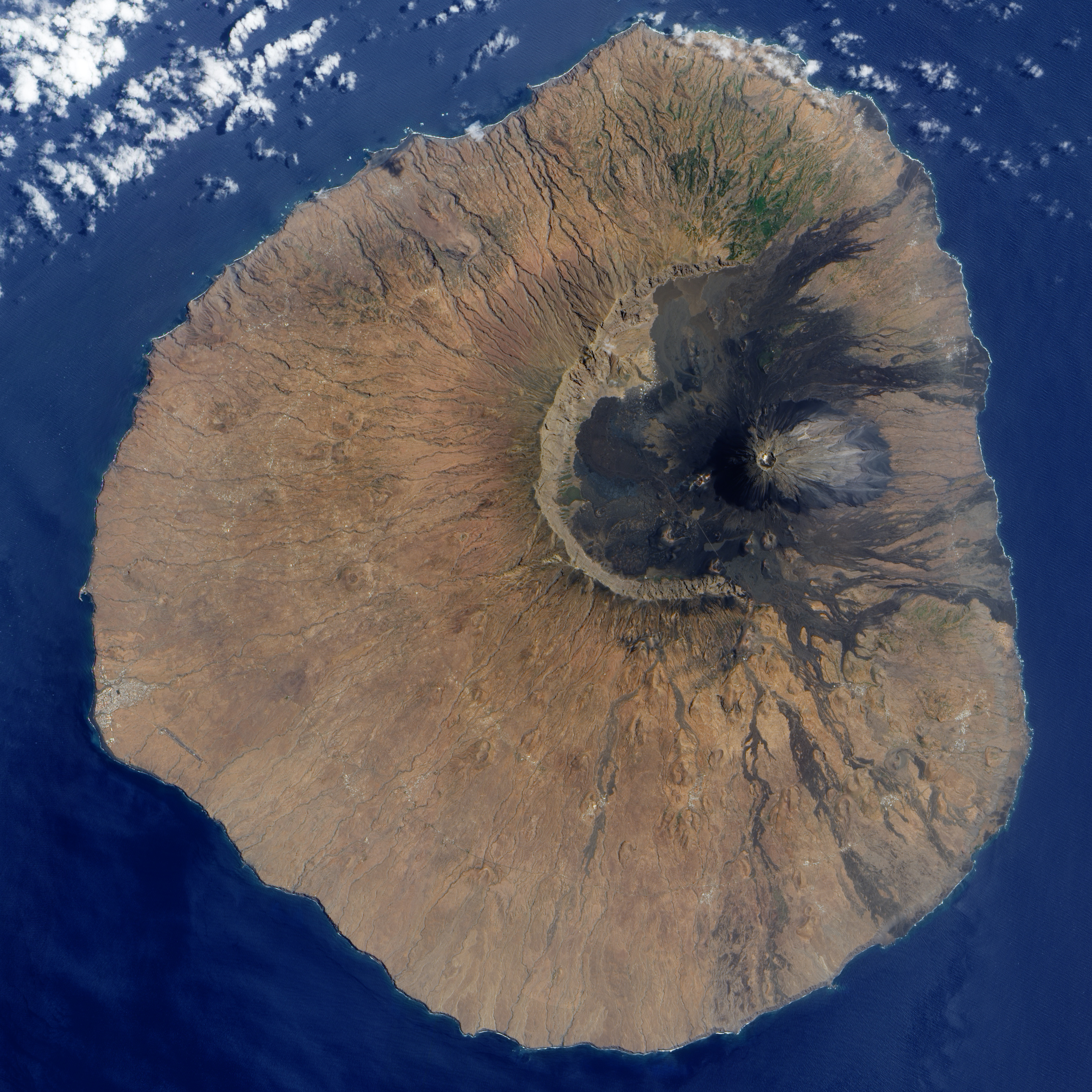
Vulkanikus tevékenység során keletkezett sziget

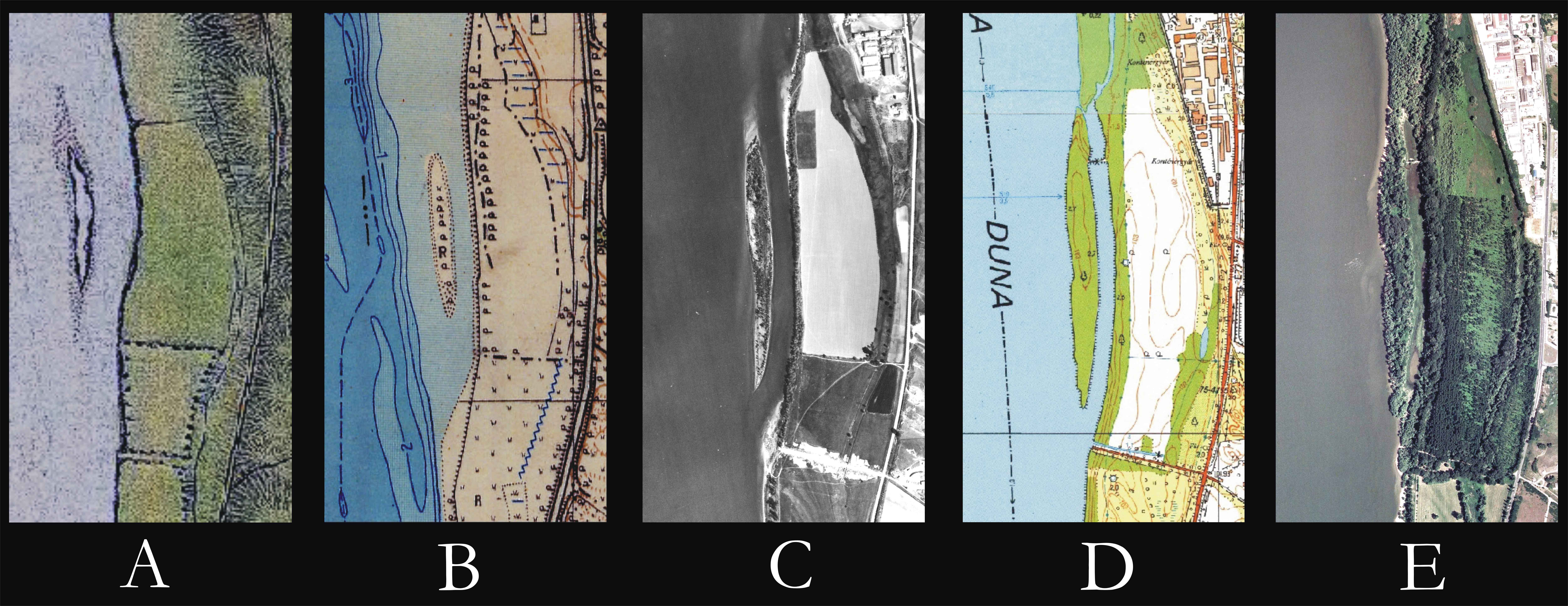
Egy folyami sziget fejlődése 1870-2005 (a:1870, b:1929, c:1953, d:1980, e:2005) a Dunában

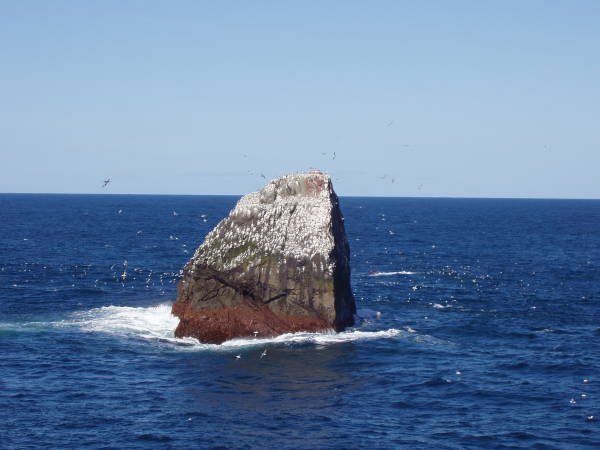
Rockall, egy sziklaszirt az Atlanti-óceán északi részén

## Kialakulása
Sziget többféle úton jöhet létre:
- Lemeztektonika hatására kiemelkedik.
- Erózió hatására lekopott környéke vízzel töltődik fel.
- Üledékből, lerakott hordalékból alakul ki.
- Vulkanikus tevékenység során keletkezik.
- Mesterséges úton hozzák létre.

## A szigetek fajtái

### Sziklás szigetek, zátonyok
- A sziklazátonyok apró, sziklás szigetek, amelyek jellemzően túl kicsik ahhoz, hogy letelepedésre alkalmasak legyenek, sőt talajréteg híján növényzet sem borítja őket. Méretük néhány négyzetmétertől néhány négyzetkilométerig terjedhet. Legjellemzőbb európai előfordulásuk a skandináv tengerpart, ahol csoportokat alkotnak.
- A holmok apró, sziklás szigetek, amelyek jellemzően túl kicsik ahhoz, hogy letelepedésre alkalmasak legyenek, de a sziklazátonyokkal ellentétben van rajtuk talajréteg és növényzet borítja őket. A skandináv nyelvekben a kifejezés kicsi, legfeljebb közepes méretű szigetet jelent.

## A Föld legnagyobb szigetei
|     | Név              | Környező víz  | Terület (km²) |
| --- | ---------------- | ------------- | ------------- |
| 1.  | Grönland         | Atlanti-óceán | 2 175 597     |
| 2.  | Új-Guinea        | Csendes-óceán | 786 000       |
| 3.  | Borneó           | Csendes-óceán | 743 122       |
| 4.  | Madagaszkár      | Indiai-óceán  | 587 042       |
| 5.  | Baffin-sziget    | Atlanti-óceán | 507 451       |
| 6.  | Szumátra         | Indiai-óceán  | 473 605       |
| 7.  | Honsú            | Csendes-óceán | 230 316       |
| 8.  | Brit-sziget      | Atlanti-óceán | 229 883       |
| 9.  | Victoria-sziget  | Jeges-tenger  | 217 291       |
| 10. | Ellesmere-sziget | Jeges-tenger  | 196 236       |